# Hongqi EHS9
L'E-HS9 est un grand SUV premium électrique produit par le constructeur automobile chinois Hongqi à partir de 2024.

## Caractéristiques techniques

### Motorisations
La version Business est dotée de deux moteurs de 160 kW pour une puissance cumulée de 435 ch, alimentés par une batterie d'une capacité de 76,5 kWh pour une autonomie de 396 km. Les versions Executive et President reçoivent un moteur arrière de 245 kW soit 551 ch aliménté par une batterie de 99 kWh. Le haut de gamme President Long Range profite d'une batterie de 120 kWh pour 515 km d'autonomie.

## Controverses

### Dépréciation
La Hongqi E-HS9 a été la première voiture Hongqi à pénétrer le marché européen. En Scandinavie, Hongqi a été critiqué pour sa forte dépréciation et sa faible valeur de revente. Selon une analyse de Vi Bilägare, la Hongqi E-HS9 est la voiture qui se déprécie le plus rapidement. La forte dépréciation et la chute importante de la valeur de revente de la Hongqi ont été soumises à l'examen du Bureau national des litiges de consommation.

### Entretien
Le Hongqi E-HS9 est critiqué pour sa maintenance coûteuse, ses pièces de rechange onéreuses et ses retards et pénuries d'approvisionnement,. Certaines pièces détachées sont parmi les plus chères au monde,,.

### Problèmes mineurs
Les premiers propriétaires ont signalé une série de problèmes allant de manuels d'utilisation mal traduits à une grande variété de petits problèmes.

### Faible vitesse de charge
L'autonomie et la vitesse de chargement sont nettement inférieures aux spécifications annoncées, ce qui a donné lieu à des appels à une action collective en Norvège.

## Finitions
- Business[12]
- Executive
- President
- President Long Range